# Jean-Michel Jarre/Diskografie
Diese Diskografie ist eine Übersicht über die musikalischen Werke des französischen Musikers, Komponisten und Musikproduzenten Jean-Michel Jarre. Den Schallplattenauszeichnungen zufolge hat er bisher mehr als 5,8 Millionen Tonträger verkauft, davon alleine in seiner Heimat über 2,1 Millionen. Seine erfolgreichste Veröffentlichung ist das Studioalbum Oxygène mit über einer Million verkauften Einheiten.

## Alben

### Studioalben
| Jahr | Titel                                             | Höchstplatzierung, Gesamtwochen, AuszeichnungChartplatzierungen (Jahr, Titel, Platzierungen, Wochen, Auszeichnungen, Anmerkungen) | Höchstplatzierung, Gesamtwochen, AuszeichnungChartplatzierungen (Jahr, Titel, Platzierungen, Wochen, Auszeichnungen, Anmerkungen) | Höchstplatzierung, Gesamtwochen, AuszeichnungChartplatzierungen (Jahr, Titel, Platzierungen, Wochen, Auszeichnungen, Anmerkungen) | Höchstplatzierung, Gesamtwochen, AuszeichnungChartplatzierungen (Jahr, Titel, Platzierungen, Wochen, Auszeichnungen, Anmerkungen) | Höchstplatzierung, Gesamtwochen, AuszeichnungChartplatzierungen (Jahr, Titel, Platzierungen, Wochen, Auszeichnungen, Anmerkungen) | Anmerkungen                                                          |
| Jahr | Titel                                             | DE | AT | CH | UK | US | Anmerkungen                                                          |
| ---- | ------------------------------------------------- | --- | --- | --- | --- | --- | -------------------------------------------------------------------- |
| 1972 | Deserted Palace                                   | — | — | — | — | — | Erstveröffentlichung: 1972                                           |
| 1973 | Les Granges Brûlées                               | — | — | — | — | — | Erstveröffentlichung: 30. Mai 1973 Soundtrack zu Les Granges Brûlées |
| 1976 | Oxygène                                           | DE8 Gold · (17 Wo.)DE | AT10 (16 Wo.)AT | CH85 (1 Wo.)CH | UK2 Platin · (24 Wo.)UK | US78 (19 Wo.)US | Erstveröffentlichung: Dezember 1976                                  |
| 1978 | Equinoxe                                          | DE22 Gold · (42 Wo.)DE | AT14 (4 Wo.)AT | — | UK11 Gold · (26 Wo.)UK | US126 (8 Wo.)US | Erstveröffentlichung: Dezember 1978                                  |
| 1981 | Les Chants Magnétiques / Magnetic Fields          | DE9 (29 Wo.)DE | AT4 (20 Wo.)AT | — | UK6 Gold · (17 Wo.)UK | US98 (12 Wo.)US | Erstveröffentlichung: 22. Mai 1981                                   |
| 1983 | Musique pour supermarché / Music for Supermarkets | — | — | — | — | — | Erstveröffentlichung: 6. Juli 1983 nur ein Exemplar                  |
| 1984 | Zoolook                                           | DE24 (14 Wo.)DE | AT28 (2 Wo.)AT | CH30 (1 Wo.)CH | UK47 Silber · (14 Wo.)UK | — | Erstveröffentlichung: November 1984                                  |
| 1986 | Rendez-Vous                                       | DE20 (13 Wo.)DE | AT15 (6 Wo.)AT | CH24 (2 Wo.)CH | UK9 Gold · (38 Wo.)UK | US52 (20 Wo.)US | Erstveröffentlichung: April 1986                                     |
| 1988 | Revolutions                                       | DE28 (7 Wo.)DE | AT13 (4 Wo.)AT | CH13 (6 Wo.)CH | UK2 Gold · (13 Wo.)UK | — | Erstveröffentlichung: August 1988                                    |
| 1990 | Waiting for Cousteau                              | DE27 (14 Wo.)DE | AT19 (10 Wo.)AT | CH21 Gold · (8 Wo.)CH | UK14 (10 Wo.)UK | — | Erstveröffentlichung: 11. Juni 1990                                  |
| 1993 | Chronologie                                       | DE50 (9 Wo.)DE | AT32 (2 Wo.)AT | CH21 Platin · (9 Wo.)CH | UK11 (8 Wo.)UK | — | Erstveröffentlichung: 25. Mai 1993                                   |
| 1997 | Oxygene 7–13                                      | DE19 (17 Wo.)DE | AT2 Gold · (17 Wo.)AT | CH24 (14 Wo.)CH | UK11 (6 Wo.)UK | — | Erstveröffentlichung: 17. Februar 1997                               |
| 2000 | Métamorphoses                                     | DE17 (5 Wo.)DE | AT28 (5 Wo.)AT | CH32 (6 Wo.)CH | UK37 (2 Wo.)UK | — | Erstveröffentlichung: 24. Januar 2000                                |
| 2001 | Interior Music                                    | — | — | — | — | — | Erstveröffentlichung: 2001 auf 1000 Stück limitiert                  |
| 2002 | Sessions 2000                                     | — | — | — | — | — | Erstveröffentlichung: November 2002                                  |
| 2003 | Geometry of Love                                  | — | — | — | — | — | Erstveröffentlichung: September 2003                                 |
| 2007 | Téo & Téa                                         | — | — | CH43 (7 Wo.)CH | — | — | Erstveröffentlichung: 26. März 2007                                  |
| 2007 | Oxygène: New Master Recording                     | — | — | — | — | — | Erstveröffentlichung: 26. November 2007                              |
| 2015 | Electronica 1: The Time Machine                   | DE4 (6 Wo.)DE | AT12 (4 Wo.)AT | CH2 (9 Wo.)CH | UK8 (2 Wo.)UK | — | Erstveröffentlichung: 16. Oktober 2015                               |
| 2016 | Electronica 2: The Heart of Noise                 | DE12 (6 Wo.)DE | AT22 (2 Wo.)AT | CH5 (10 Wo.)CH | UK8 (2 Wo.)UK | — | Erstveröffentlichung: 6. Mai 2016                                    |
| 2016 | Oxygene 3                                         | DE34 (3 Wo.)DE | AT47 (1 Wo.)AT | CH14 (2 Wo.)CH | UK41 (1 Wo.)UK | — | Erstveröffentlichung: 2. Dezember 2016                               |
| 2018 | Equinoxe Infinity                                 | DE11 (3 Wo.)DE | AT31 (1 Wo.)AT | CH15 (3 Wo.)CH | UK33 (1 Wo.)UK | — | Erstveröffentlichung: 16. November 2018                              |
| 2019 | Snapshots from EōN                                | — | — | — | — | — | Erstveröffentlichung: 13. Dezember 2019                              |
| 2021 | Amazônia                                          | DE5 (2 Wo.)DE | AT13 (1 Wo.)AT | CH4 (4 Wo.)CH | UK21 (1 Wo.)UK | — | Erstveröffentlichung: 9. April 2021                                  |
| 2022 | Oxymore                                           | DE14 (2 Wo.)DE | AT17 (2 Wo.)AT | CH11 (3 Wo.)CH | UK41 (1 Wo.)UK | — | Erstveröffentlichung: 21. Oktober 2022                               |
| 2023 | Oxymoreworks                                      | — | — | — | — | — | Erstveröffentlichung: 3. November 2023                               |

grau schraffiert: keine Chartdaten aus diesem Jahr verfügbar

### Livealben
| Jahr | Titel                                                       | Höchstplatzierung, Gesamtwochen, AuszeichnungChartplatzierungen (Jahr, Titel, Platzierungen, Wochen, Auszeichnungen, Anmerkungen) | Höchstplatzierung, Gesamtwochen, AuszeichnungChartplatzierungen (Jahr, Titel, Platzierungen, Wochen, Auszeichnungen, Anmerkungen) | Höchstplatzierung, Gesamtwochen, AuszeichnungChartplatzierungen (Jahr, Titel, Platzierungen, Wochen, Auszeichnungen, Anmerkungen) | Höchstplatzierung, Gesamtwochen, AuszeichnungChartplatzierungen (Jahr, Titel, Platzierungen, Wochen, Auszeichnungen, Anmerkungen) | Höchstplatzierung, Gesamtwochen, AuszeichnungChartplatzierungen (Jahr, Titel, Platzierungen, Wochen, Auszeichnungen, Anmerkungen) | Anmerkungen                              |
| Jahr | Titel                                                       | DE | AT | CH | UK | US | Anmerkungen                              |
| ---- | ----------------------------------------------------------- | --- | --- | --- | --- | --- | ---------------------------------------- |
| 1982 | The Concerts in China                                       | DE35 (22 Wo.)DE | — | — | UK6 Gold · (17 Wo.)UK | — | Erstveröffentlichung: Mai 1982           |
| 1987 | In Concert / En Concert Houston/Lyon                        | DE31 (9 Wo.)DE | AT19 (2 Wo.)AT | CH10 (10 Wo.)CH | UK18 Silber · (15 Wo.)UK | — | Erstveröffentlichung: Juli 1987          |
| 1989 | Jarre Live                                                  | — | — | — | UK16 Silber · (4 Wo.)UK | — | Erstveröffentlichung: Oktober 1989       |
| 2021 | Welcome to the Other Side – Concert from Virtual Notre-Dame | DE8 (2 Wo.)DE | AT73 (1 Wo.)AT | CH33 (2 Wo.)CH | UK63 (1 Wo.)UK | — | Erstveröffentlichung: 10. September 2021 |
| 2024 | Versailles 400 Live                                         | DE59 (1 Wo.)DE | — | — | — | — | Erstveröffentlichung: 4. Oktober 2024    |

grau schraffiert: keine Chartdaten aus diesem Jahr verfügbar
Weitere Livealben
- 1994: Hong Kong
- 1998: Paris Live "Electronic Night
- 2004: Jarre in China
- 2005: Live From Gdańsk (Koncert w Stoczni)
- 2006: Live Printemps de Bourges 2002

### Kompilationen
| Jahr | Titel                           | Höchstplatzierung, Gesamtwochen, AuszeichnungChartplatzierungen (Jahr, Titel, Platzierungen, Wochen, Auszeichnungen, Anmerkungen) | Höchstplatzierung, Gesamtwochen, AuszeichnungChartplatzierungen (Jahr, Titel, Platzierungen, Wochen, Auszeichnungen, Anmerkungen) | Höchstplatzierung, Gesamtwochen, AuszeichnungChartplatzierungen (Jahr, Titel, Platzierungen, Wochen, Auszeichnungen, Anmerkungen) | Höchstplatzierung, Gesamtwochen, AuszeichnungChartplatzierungen (Jahr, Titel, Platzierungen, Wochen, Auszeichnungen, Anmerkungen) | Höchstplatzierung, Gesamtwochen, AuszeichnungChartplatzierungen (Jahr, Titel, Platzierungen, Wochen, Auszeichnungen, Anmerkungen) | Anmerkungen                              |
| Jahr | Titel                           | DE | AT | CH | UK | US | Anmerkungen                              |
| ---- | ------------------------------- | --- | --- | --- | --- | --- | ---------------------------------------- |
| 1983 | Musik aus Zeit und Raum         | DE3 (14 Wo.)DE | AT5 (8 Wo.)AT | — | — | — | Erstveröffentlichung: März 1983          |
| 1983 | The Essential                   | — | — | — | UK14 Gold · (29 Wo.)UK | — | Erstveröffentlichung: November 1983      |
| 1991 | Images – The Best Of            | DE20 Gold · (13 Wo.)DE | — | CH23 (6 Wo.)CH | UK14 Gold · (12 Wo.)UK | — | Erstveröffentlichung: Oktober 1991       |
| 2004 | AERO                            | DE37 (4 Wo.)DE | AT60 (1 Wo.)AT | CH61 (5 Wo.)CH | UK14 Gold · (9 Wo.)UK | — | Erstveröffentlichung: 18. September 2004 |
| 2016 | Oxygène Trilogy                 | DE25 (5 Wo.)DE | AT68 (1 Wo.)AT | CH34 (1 Wo.)CH | UK78 (1 Wo.)UK | — | Erstveröffentlichung: 2. Dezember 2016   |
| 2018 | Planet Jarre: 50 Years of Music | DE5 (4 Wo.)DE | AT22 (1 Wo.)AT | CH11 (4 Wo.)CH | UK21 (1 Wo.)UK | — | Erstveröffentlichung: 14. September 2018 |

Weitere Kompilationen
- 1982: Synthesis
- 1985: The Essential 1976–1986
- 1989: Les Années Laser (10-CD-Boxset)
- 1997: Complete Oxygene
- 2004: The Essential
- 2006: Sublime Mix
- 2007: The Complete Oxygene
- 2011: Essentials & Rarities
- 2011: Rarities

### Remixalben
| Jahr | Titel              | Höchstplatzierung, Gesamtwochen, AuszeichnungChartplatzierungen (Jahr, Titel, Platzierungen, Wochen, Auszeichnungen, Anmerkungen) | Höchstplatzierung, Gesamtwochen, AuszeichnungChartplatzierungen (Jahr, Titel, Platzierungen, Wochen, Auszeichnungen, Anmerkungen) | Höchstplatzierung, Gesamtwochen, AuszeichnungChartplatzierungen (Jahr, Titel, Platzierungen, Wochen, Auszeichnungen, Anmerkungen) | Höchstplatzierung, Gesamtwochen, AuszeichnungChartplatzierungen (Jahr, Titel, Platzierungen, Wochen, Auszeichnungen, Anmerkungen) | Höchstplatzierung, Gesamtwochen, AuszeichnungChartplatzierungen (Jahr, Titel, Platzierungen, Wochen, Auszeichnungen, Anmerkungen) | Anmerkungen                    |
| Jahr | Titel              | DE | AT | CH | UK | US | Anmerkungen                    |
| ---- | ------------------ | --- | --- | --- | --- | --- | ------------------------------ |
| 1994 | Chronologie Part 6 | — | — | — | UK60 (1 Wo.)UK | — | Erstveröffentlichung: Mai 1994 |
| 1998 | Odyssey Through O2 | — | — | — | UK50 (2 Wo.)UK | — | Erstveröffentlichung: Mai 1998 |

Weitere Remixalben
- 1995: Jarremix
- 2015: Remix EP (I)

## Singles
| Jahr | Titel Album                   | Höchstplatzierung, Gesamtwochen, AuszeichnungChartplatzierungen (Jahr, Titel, Album, Platzierungen, Wochen, Auszeichnungen, Anmerkungen) | Höchstplatzierung, Gesamtwochen, AuszeichnungChartplatzierungen (Jahr, Titel, Album, Platzierungen, Wochen, Auszeichnungen, Anmerkungen) | Höchstplatzierung, Gesamtwochen, AuszeichnungChartplatzierungen (Jahr, Titel, Album, Platzierungen, Wochen, Auszeichnungen, Anmerkungen) | Höchstplatzierung, Gesamtwochen, AuszeichnungChartplatzierungen (Jahr, Titel, Album, Platzierungen, Wochen, Auszeichnungen, Anmerkungen) | Höchstplatzierung, Gesamtwochen, AuszeichnungChartplatzierungen (Jahr, Titel, Album, Platzierungen, Wochen, Auszeichnungen, Anmerkungen) | Anmerkungen                                         |
| Jahr | Titel Album                   | DE | AT | CH | UK | US | Anmerkungen                                         |
| ---- | ----------------------------- | --- | --- | --- | --- | --- | --------------------------------------------------- |
| 1977 | Oxygène Part 4 Oxygène        | DE16 (20 Wo.)DE | — | — | UK4 Silber · (11 Wo.)UK | — | Erstveröffentlichung: Juli 1977                     |
| 1978 | Equinoxe 5 Équinoxe           | — | — | — | UK45 (5 Wo.)UK | — | Erstveröffentlichung: Dezember 1978                 |
| 1986 | Rendez-Vous 4 Rendez-Vous     | — | — | — | UK65 (5 Wo.)UK | — | Erstveröffentlichung: Juni 1986                     |
| 1988 | Revolutions                   | — | — | — | UK52 (2 Wo.)UK | — | Erstveröffentlichung: Oktober 1988                  |
| 1988 | London Kid Revolutions        | — | — | — | UK52 (3 Wo.)UK | — | Erstveröffentlichung: Dezember 1988                 |
| 1990 | Calypso En attendant Cousteau | — | — | — | UK91 (1 Wo.)UK | — | Erstveröffentlichung: Juli 1990                     |
| 1993 | Chronologie 4 Chronologie     | — | — | — | UK55 (3 Wo.)UK | — | Erstveröffentlichung: Juni 1993                     |
| 1997 | Oxygène 8 Oxygène 7–13        | — | AT17 (12 Wo.)AT | — | UK17 (3 Wo.)UK | — | Erstveröffentlichung: Februar 1997                  |
| 1997 | Oxygène 10 Oxygène 7–13       | — | — | — | UK21 (2 Wo.)UK | — | Erstveröffentlichung: Juni 1997                     |
| 1998 | Rendez-Vous ’98 –             | — | — | — | UK12 (6 Wo.)UK | — | Erstveröffentlichung: Juni 1998 mit Apollo 440      |
| 2000 | C’est la vie Métamorphoses    | — | — | — | UK40 (2 Wo.)UK | — | Erstveröffentlichung: Januar 2000 mit Natacha Atlas |
| 2000 | Tout est Bleu Métamorphoses   | — | — | — | UK79 (1 Wo.)UK | — | Erstveröffentlichung: Juli 2000                     |

Weitere Singles
| - 1971: La Cage - 1973: La Chanson Des Granges Brûlées - 1977: Oxygène 2 - 1979: Equinoxe 4 - 1980: Equinoxe 7 (Live) - 1981: Equinoxe 2 - 1981: Equinoxe 4 - 1981: The Last Rumba - 1982: Orient Express (Live) - 1982: Souvenir De Chine - 1984: Zoolock - 1985: Zoolookologie - 1987: Rendez-Vous 2 (Live) - 1987: Rendez-Vous 4 (Live) - 1989: Oxygène 4 (Remix) - 1993: Chronologie 6 - 1993: Chronologie 2 - 1993: Chronologie 8 - 1994: Chronologie 6 (Live) | - 1997: Oxygène 7 - 1998: Together Now (mit Tetsuya Komuro) - 2007: Téo & Téa - 2007: Vintage - 2015: Conquistador (mit Gesaffelstein) - 2015: Glory (mit M83) - 2015: Zero Gravity (mit Tangerine Dream) - 2015: Watching You (mit 3D) - 2015: Stardust (mit Armin van Buuren) - 2015: If!... (mit Little Boots) - 2016: The Heart of Noise, Part 1 (mit Rone) - 2016: The Heart of Noise, Part 2 (mit Rone) - 2016: What You Want (mit Peaches) - 2016: Exit (mit Edward Snowden) - 2016: As One (mit Primal Scream) - 2016: Oxygène 17 - 2018: Infinity (Movement 6) - 2022: Brutalism |

## Sonstige Veröffentlichungen
- 2016: Franceinfo: Radiophonie Vol. 9 (99 Jingles für den französischen Radiosender France Info)
- 2019: EōN (Generative Musik-App)
- 2020: Franceinfo: Radiophonie Vol. 10
- 2022: Franceinfo: Radiophonie Vol. 12

## Remastered-Editionen

### 1991 Jarre – Digitally Remastered / The Complete Works Remastered (Disques Dreyfus)
- Oxygène, (824 746-2)
- Equinoxe, (824 747-2)
- Les Chants Magnétiques, (824 748-2)
- Les Concerts En Chine Vol 1 + Vol 2 (gelbes Cover, 191 115-2 / blaues Cover, 191 116-2)
- Zoolook, (824 750-2)
- RendezVous, (826 864-2)
- En Concert Houston/Lyon, (833 126-2)
- Révolutions, (837 421-2)
- Jarre Live, (841 176-2)
- En Attendant Cousteau, (843 624-2)

### 1997 96 kHz/24 Bit Remastered by Scott Hull, Masterdisc, New York (EPIC / EPC)
96 kHz/24 bit bezieht sich hierbei auf das Mastering-Verfahren
- Oxygène, (EPC 487375 2)
- Equinoxe, (EPC 487376 2)
- Magnetic Fields, (EPC 488138 2)
- The Concerts in China, (1 CD Ausgabe, EPC 488139 2)
- Zoolook, (EPC 488140 2)
- Rendez-Vous, (EPC 488141 2)
- Cities in Concert Houston Lyon, (EPC 487377 2)
- Revolutions, (EPC 488142 2)
- Destination Docklands, (vormals Live, EPC 488143 2)
- Waiting for Cousteau, (EPC 488144 2)
- Images – The Best of Jean Michel Jarre, (jetzt mit 20 statt 17 Titeln, Vertrieb in Frankreich, EPC 487378 2)
- Chronologie, (EPC 487379 2)
- Hong Kong, (EPC 488145 2)

### 2014–2015 Remastered (Sony Music)
Disques Dreyfus, BMG, Licensed to Sony Music Entertainment Germany GmbH
New Mastering from the Analog Tapes by Dave Dadwater, Remastered at Yakuda Audio, Glass mastered at Sony DADC
- Oxygène, (Mixed at Studio Gang, April 2014, 88843024682)
- Équinoxe, (Mixed at Studio Gang, Mai 2014, 88843024692)
- Magnetic Fields, (Mixed at Studio Gang, April 2014, 88843024702)
- The Concerts in China, (Mixed at Studios Ferber, April 2014, 88843024712)
- Zoolook (30th Anniversary Edition), (Mixed at Croissy Studio, Januar 2015, 88875046352)
- Rendez-Vous (Mixed at Croissy Studio, Januar 2015, 88875046362)
- Cities in Concert Houston Lyon, (kurze 10-Track Version, 49 Min, April 2014, 88843024722)
- Revolutions, (Mixed at Croissy Studio, Januar 2015, 88875046382)
- Destination Docklands, (Mixed at Croissy Studio, April 2014, 88843024732)
- Waiting for Cousteau (Mixed at Croissy Studio, Januar 2015, 88875046392)
- Chronology, (Mixed at Croissy Studio, Januar 2015, 88875046372)

## Videoalben
- Jean-Michel Jarre, The China Concerts, (VHS), 1981 (1989)
- Jean Michel Jarre – Rendez-Vous Houston, (VHS), 1986 (1987)
- Jean Michel Jarre – Rendez-Vous Lyon, (VHS), 1986 (1989)
- Destination Docklands – The London Concert, (VHS), 1988 (1989)
- Paris la Defense – A City in Concert, (VHS, DVD vorgesehen, aber nie als solche veröffentlicht), 1990 (1992)
- Images – The Best Of, (VHS), Musikvideo-Kompilation (1991)
- Jean Michel Jarre – Europe in Concert, (VHS), 1993 (1994)
- Oxygene in Moscow, (VHS, DVD, inklusive des Dokumentarfilms Making The Steamroller Fly), 1997 (1998)
- Jarre in China, (2 DVD + CD, 5.1 Konzert, THX zertifiziert), 2004
- Solidarność Live, (DVD + CD), 2005
- Oxygene – Live in your living room, (DVD + CD, auch als 3D-Format), 2007

## Statistik

### Chartauswertung
|                     | DE     | AT     | CH     | UK     | US    |
| ------------------- | ------ | ------ | ------ | ------ | ----- |
| Nummer-eins-Alben   | DE—DE  | AT—AT  | CH—CH  | UK—UK  | US—US |
| Top-10-Alben        | DE7DE  | AT4AT  | CH4CH  | UK7UK  | US—US |
| Alben in den Charts | DE25DE | AT22AT | CH21CH | UK27UK | US4US |

|                       | DE     | AT    | CH    | UK     | US    |
| --------------------- | ------ | ----- | ----- | ------ | ----- |
| Nummer-eins-Singles   | DE—DE  | AT—AT | CH—CH | UK—UK  | US—US |
| Top-10-Singles        | DE—DE  | AT—AT | CH—CH | UK1UK  | US—US |
| Singles in den Charts | DE11DE | AT1AT | CH—CH | UK12UK | US—US |

### Auszeichnungen für Musikverkäufe
| Silberne Schallplatte - Frankreich - 1986: für die Single Fourth Rendez-Vous / Quatrième Rendez-vous Goldene Schallplatte - Frankreich - 1977: für das Album Oxygène - 1991: für das Album Images – The Best Of - 2004: für das Album Aéro - Kanada - 1985: für das Album Equinoxe - Niederlande - 1979: für das Album Equinoxe - 1982: für das Album Magnetic Fields - Polen - 1997: für das Album Oxygene 7–13 - 2005: für das Videoalbum Jarre in China - 2008: für das Album Oxygène – 30th Anniversary - 2011: für das Album Essentials & Rarities - 2016: für das Album Electronica 1: The Time Machine - 2017: für das Album Oxygène - Spanien - 1981: für das Album Magnetic Fields - 1990: für das Album Waiting For Cousteau - Ungarn - 2008: für das Album Oxygène – 30th Anniversary 2× Goldene Schallplatte - Frankreich - 1989: für das Album Révolutions - 1989: für das Album The Essential - 1990: für das Album En Attendant Cousteau | Platin-Schallplatte - Frankreich - 1988: für das Album Concerts Houston Lyon - Kanada - 1985: für das Album Oxygène - Neuseeland - 1979: für das Album Equinoxe - Polen - 2005: für das Videoalbum Solidarność Live - 2006: für das Album Live From Gdańsk (Koncert W Stoczni) - 2016: für das Album Electronica 1,2 - Spanien - 1997: für das Album Oxygene 7–13 2× Platin-Schallplatte - Frankreich - 1988: für das Album Rendez-Vous - 2005: für das Videoalbum Live in Beijing 3× Platin-Schallplatte - Neuseeland - 1978: für das Album Oxygène - Spanien - 1993: für das Album Chronologie 5× Platin-Schallplatte - Spanien - 2025: für die Single Oxygène Part 2 |

Anmerkung: Auszeichnungen in Ländern aus den Charttabellen bzw. Chartboxen sind in ebendiesen zu finden.
| Land/RegionAuszeichnungen für Musikverkäufe (Land/Region, Auszeichnungen, Verkäufe, Quellen) | Silber     | Gold       | Platin       | Verkäufe  | Quellen                     |
| -------------------------------------------------------------------------------------------- | ---------- | ---------- | ------------ | --------- | --------------------------- |
| Deutschland (BVMI)                                                                           | —          | 3× Gold3   | —            | 750.000   | musikindustrie.de           |
| Frankreich (SNEP)                                                                            | Silber1    | 9× Gold9   | 5× Platin5   | 2.190.000 | infodisc.fr snepmusique.com |
| Kanada (MC)                                                                                  | —          | Gold1      | Platin1      | 150.000   | musiccanada.com             |
| Neuseeland (RMNZ)                                                                            | —          | —          | 4× Platin4   | 80.000    | Einzelnachweise             |
| Niederlande (NVPI)                                                                           | —          | 2× Gold2   | —            | 100.000   | nvpi.nl                     |
| Österreich (IFPI)                                                                            | —          | Gold1      | —            | 25.000    | ifpi.at                     |
| Polen (ZPAV)                                                                                 | —          | 6× Gold6   | 3× Platin3   | 145.000   | olis.pl                     |
| Schweiz (IFPI)                                                                               | —          | Gold1      | Platin1      | 75.000    | hitparade.ch                |
| Spanien (Promusicae)                                                                         | —          | 2× Gold2   | 9× Platin9   | 800.000   | elportaldemusica.es ES2 ES3 |
| Ungarn (MAHASZ)                                                                              | —          | Gold1      | —            | 3.000     | slagerlistak.hu             |
| Vereinigtes Königreich (BPI)                                                                 | 4× Silber4 | 8× Gold8   | Platin1      | 1.530.000 | bpi.co.uk                   |
| Insgesamt                                                                                    | 5× Silber5 | 34× Gold34 | 24× Platin24 |           |                             |